# تيري غيليام
تيري غيليام (بالإنجليزية: Terry Gilliam) (مواليد 22 نوفمبر 1940) هو مخرج وسيناريست وممثل وكوميدي بريطاني من أصل أمريكي. هو أحد أعضاء مونتي بايثون. تيري أخرج 12 فيلم حتى الآن منها فيلم الخيال العملي 12 قردا. حصل على الجنسية البريطانية في 1968 وتخلى عن الجنسية الأمريكية رسمياً في 2006.

## روابط خارجية
- تيري غيليام على موقع IMDb (الإنجليزية)
- تيري غيليام على موقع الموسوعة البريطانية (الإنجليزية)
- تيري غيليام على موقع روتن توميتوز (الإنجليزية)
- تيري غيليام على موقع مونزينجر (الألمانية)
- تيري غيليام على موقع قاعدة بيانات الأفلام العربية
- تيري غيليام على موقع ألو سيني (الفرنسية)
- تيري غيليام على موقع ميوزك برينز (الإنجليزية)
- تيري غيليام على موقع تيرنر كلاسيك موفيز (الإنجليزية)
- تيري غيليام على موقع أول موفي (الإنجليزية)
- تيري غيليام على موقع بوكس أوفيس موجو (الإنجليزية)